# Dia das Nações Unidas para a Cooperação Sul-Sul
O Dia Internacional da Cooperação Sul-Sul é um dia comemorado anualmente em 12 de setembro desde 2012, instituído pela Assembleia Geral das Nações Unidas em 2003.

## Proclamação
O Dia Internacional da Cooperação Sul-Sul foi proclamado pela Assembleia Geral das Nações Unidas em 23 de dezembro de 2003. A proclamação comemora a adoção do Plano de Ação de Buenos Aires (PABA) em 1978, que promove a cooperação técnica entre os países em desenvolvimento. O objetivo é promover a autossuficiência coletiva e a solidariedade entre os países do Sul global. Essa iniciativa foi apoiada pelo Programa das Nações Unidas para o Desenvolvimento (PNUD).

## Celebrações
Esse dia foi inicialmente definido para ser comemorado em 19 de dezembro de cada ano, mas na resolução 66/550 de 22 de dezembro de 2011, foi decidido mudar a data para 12 de setembro, coincidindo com a adoção do PABA em 1978. A primeira celebração oficial ocorreu em 2004, e tem sido celebrada anualmente desde então.
A cooperação Sul-Sul também inclui a cooperação triangular, na qual os países doadores tradicionais e as organizações multilaterais facilitam as iniciativas Sul-Sul fornecendo financiamento, treinamento, sistemas de gestão e tecnologia e outras formas de apoio. Esse tipo de cooperação permite uma colaboração mais ampla e eficaz entre os países em desenvolvimento e seus parceiros.
A promoção da celebração anual do Dia Internacional da Cooperação Sul-Sul foi alinhada com o reconhecimento progressivo da Cooperação Sul-Sul e Triangular e sua contribuição para o desenvolvimento. A Declaração do Milênio, em setembro de 2000, e a Agenda 2030 para o Desenvolvimento Sustentável, adotada em setembro de 2015, são marcos importantes nesse processo.

## Temas
- 2018: 40.º aniversário da adoção do PABA em 1978[9]
- 2019: 41.º aniversário da adoção do PABA em 1978[10]
- 2020: Expandindo a cooperação Sul-Sul em um mundo interdependente[11]
- 2021: Solidariedade em prol de um futuro mais inclusivo, resiliente e sustentável[12]
- 2022: Rumo a um futuro inteligente e resiliente[13]
- 2023: Solidariedade, equidade e parceria: desbloqueando a cooperação Sul-Sul para alcançar os Objetivos de Desenvolvimento Sustentável[14]